# Gravity (電腦軟體)
Gravity是一个在Symbian手机操作系统上的社交网络客户端。由MobileWays公司开发，支持Twitter、Foursquare、新浪微博等社群網路及微網誌服務。並支持多帐户、图片上传等功能。

## 中国大陆封锁
2011年3月2日，中国大陆防火长城封锁了Gravity的客户端和官方网站。使大量中国诺基亚S60手机用户无法连上Twitter。